# Halichoeres nebulosus

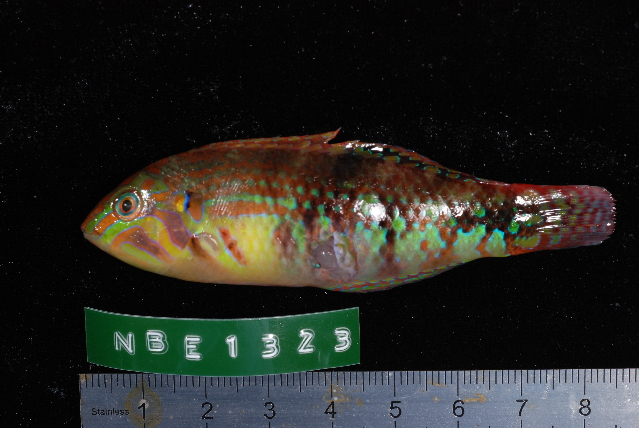
Halichoeres nebulosus, maschio

Halichoeres nebulosus (Valenciennes, 1839) è un pesce di acqua salata appartenente alla famiglia Labridae.

## Distribuzione e habitat
Proviene dalle barriere coralline dell'oceano Indiano e del Mar Rosso; in particolare è stato localizzato lungo le coste di Sudafrica, Kenya, Somalia, Mozambico, Tanzania e attorno a Riunione, Chagos, Seychelles e Mauritius. Vive a profondità che variano dagli 1 ai 40 m, in zone ricche di vegetazione acquatica e coralli. Viene facilmente pescato in prossimità delle coste.

## Descrizione
Presenta un corpo compresso lateralmente, abbastanza allungato e non particolarmente alto; la testa è piuttosto appuntita, con gli occhi grandi. La pinna caudale ha un margine arrotondato, mentre la pinna dorsale è bassa e lunga ed al centro di essa c'è un ocello nero. Anche la pinna anale è bassa, ma più corta di quella dorsale. Le pinne pettorali hanno un raggio in più rispetto al simile Halichoeres margaritaceus. Non supera i 12 cm.
La livrea varia durante la vita del pesce, anche se il colore di fondo si mantiene sempre marrone-verdastro con aree irregolari di altri colori e la gola giallastra. Le femmine somigliano molto agli esemplari di Halichoeres margaritaceus ma si distinguono da essi perché presentano un'ampia macchia rosata sul ventre molto più evidente, assente nei maschi adulti. Gli esemplari maschili adulti di H. nebulosus hanno la testa striata di rosso e di verde, un'area rosata sotto l'occhio e diverse macchie irregolari di quei due colori su tutto il corpo e anche sulla pinna caudale. Sull'opercolo appare una macchia scura.
È stato anche confuso con Halichoeres kawarin, ora sinonimo di Halichoeres timorensis.

## Biologia

### Alimentazione
Ha una dieta varia, prevalentemente carnivora, e si nutre sia di uova di altri pesci che di invertebrati marini come molluschi bivalvi, chitoni e gasteropodi; crostacei, in particolare isopodi e granchi, vermi, soprattutto policheti e spugne.

### Riproduzione
È oviparo e la fecondazione è esterna.

## Conservazione
La lista rossa IUCN classifica questa specie come "a rischio minimo" (LC) perché a parte l'occasionale cattura per l'acquariofilia non è minacciata da particolari pericoli.